# Championnat de Syrie de football 2001-2002
Navigation
Saison 2000-2001 Saison 2002-2003
La saison 2001-2002 du Championnat de Syrie de football est la trente-et-unième édition du championnat de première division en Syrie. Les douze meilleurs clubs du pays sont regroupés au sein d'une poule unique où ils s'affrontent deux fois au cours de la saison, à domicile et à l'extérieur. En fin de saison, les deux derniers sont relégués et remplacés par les quatre meilleurs clubs de deuxième division.
C'est le club d'Al Jaish Damas, tenant du titre, qui remporte à nouveau le championnat cette saison, après avoir terminé en tête du classement final avec deux points d'avance sur Al Ittihad Alep et huit sur Al Wahda Damas. C'est le neuvième titre de champion de Syrie de l'histoire du club, qui réalise le doublé en s'imposant en finale de la Coupe de Syrie face à Jableh SC.
Pour une raison inconnue, deux clubs sont exclus du championnat en cours de saison; il s'agit d'Al Jihad Damas et de Tishreen SC. Les résultats des autres formations contre ces deux équipes sont annulés et il n'y a dès lors aucun club relégué sportivement.
Avec la refonte des compétitions continentales entreprise par l'AFC, le mode de qualification est modifié. À l'issue de cette saison, le champion et son dauphin se qualifient pour la toute nouvelle Ligue des champions de l'AFC.

## Les clubs participants
| - Al-Karamah SC - Al Ittihad Alep - Jableh SC - Al Wathba Homs - Al Wahda Damas - Tishreen SC | - Hutteen SC - Al Majd Damas - Promu de D2 - Al Jihad Damas - Hurriya SC - Al Jaish Damas - Umayya - Promu de D2 |

## Compétition

### Classement
Le barème utilisé pour établir le classement est le suivant :
- Victoire : 3 points
- Match nul : 1 point
- Défaite : 0 point

| Rang | Équipe               | Pts | J  | G  | N | P  | Bp | Bc | Diff |
| ---- | -------------------- | --- | -- | -- | - | -- | -- | -- | ---- |
| 1    | Al Jaish DamasTC     | 37  | 18 | 10 | 7 | 1  | 29 | 6  | +23  |
| 2    | Al Ittihad Alep      | 35  | 18 | 10 | 5 | 3  | 29 | 14 | +15  |
| 3    | Al Wahda Damas       | 29  | 18 | 8  | 5 | 5  | 28 | 18 | +10  |
| 4    | Al-Karamah SC        | 25  | 18 | 7  | 4 | 7  | 24 | 22 | +2   |
| 5    | UmayyaP              | 24  | 18 | 6  | 6 | 6  | 26 | 24 | +2   |
| 6    | Hutteen SC           | 22  | 18 | 5  | 7 | 6  | 30 | 32 | -2   |
| 7    | Jableh SC            | 20  | 18 | 5  | 5 | 8  | 21 | 29 | -8   |
| 8    | Al Wathba Homs       | 17  | 18 | 4  | 5 | 9  | 21 | 38 | -17  |
| 9    | Hurriya SC           | 16  | 18 | 3  | 7 | 8  | 23 | 35 | -12  |
| 10   | Al Majd Damas SCP    | 16  | 18 | 3  | 7 | 8  | 27 | 40 | -13  |
| 11   | Al Jihad Damas exclu | 32  | 21 | 8  | 8 | 5  | 30 | 24 | +6   |
| 12   | Tishreen SC exclu    | 17  | 21 | 3  | 8 | 10 | 22 | 38 | -16  |

|  | Qualification pour la Ligue des champions de l'AFC 2003                               |
|  | Relégation directe en deuxième division                                               |
|  | T : Tenant du titre C : Vainqueur de la Coupe de Syrie P : Promu de deuxième division |

## Bilan de la saison
| Championnat de Syrie de football 2001-2002                        |                           |
| Champion                                                          | Al Jaish Damas (9e titre) |
| Coupes et trophées                                                |                           |
| Vainqueur de la Coupe de Syrie 2001-2002                          | Al Jaish Damas            |
| Qualifications continentales                                      |                           |
| Ligue des champions de l'AFC 2003                                 | Al Jaish Damas            |
| Ligue des champions de l'AFC 2003                                 | Al Ittihad Alep           |
| Promotions et relégations                                         |                           |
| Promus en Syrian League                                           | Al Shorta Damas           |
| Promus en Syrian League                                           | Al Qardaha                |
| Promus en Syrian League                                           | Al Shorta Alep            |
| Promus en Syrian League                                           | Al Yaqza                  |
| Relégués en Championnat de Syrie de football de deuxième division | Al Jihad Damas (exclu)    |
| Relégués en Championnat de Syrie de football de deuxième division | Tishreen SC (exclu)       |